# قانون پو
قانون پو (انگلیسی: Poe's law) حکمتی در فرهنگ مجازی است که می‌گوید در یک نوشتهٔ پارودیک راجع به دیدگاه‌های افراط‌گرایان، اگر نویسنده طنزآمیز بودنِ متن خود را لو نداده باشد، افراطیون آن نوشته را به‌عنوان بیانی واقعی از دیدگاه‌ها و مواضعشان جدی خواهند گرفت و متوجه طعنهٔ موجود در متن نخواهند شد.
این قانون نخستین بار سال ۲۰۰۵ توسط ناتان پو در یک تالار گفتگوی اینترنتی با موضوع مسیحیت طرح شد.